# Чжао Хайхун
Чжао Хайхун (кит.: 赵海虹; нар. 1977) — китайська письменниця-фантаст.

## Життя
Чжао Хайхун народилася в Ханчжоу 1977 року. Вона закінчила факультет іноземних мов Чжецзянського університету. Викладає англо-американську літературу в Чжецзянському університеті Гоншанг.

## Праці
Чжао вже в середній школі почала писати свої перші оповідання. Окрім наукової фантастики, вона також опублікувала й низку оповідань про бойові мистецтва. За свої науково-фантастичні оповідання Чжао кілька разів отримувала китайську премію «Галактика», а її шанувальники дали їй неофіційний титул «принцеси китайської наукової фантастики». Втім, сама Чжао заявила, що вважає ярлик «принцеса» проблематичним. Хань Сун оголосив, що є її шанувальником, і відзначив її яскравий літературний стиль і реалістичних персонажів, які, на його думку, навряд чи можна порівняти з китайською чи міжнародною науковою фантастикою.